# Lewis (Iowa)
Lewis ist eine Kleinstadt (mit dem Status „City“) im Cass County im US-amerikanischen Bundesstaat Iowa. Das U.S. Census Bureau hat bei der Volkszählung 2020 eine Einwohnerzahl von 357 ermittelt.

## Geografie
Lewis liegt im Südwesten Iowas am Ostufer des East Nishnabotna River, der über den Nishnabotna River zum Stromgebiet des Missouri gehört.
Die geografischen Koordinaten von Lewis sind 41°18′21″ nördlicher Breite und 95°05′00″ westlicher Länge. Die Stadt erstreckt sich über eine Fläche von 1,29 km² und ist die größte Ortschaft innerhalb der Cass Township.
Nachbarorte von Lewis sind Atlantic (13,5 km nordnordöstlich), Wiota (24 km nordöstlich), Cumberland (21,2 km ostsüdöstlich), Grant (24,4 km südsüdöstlich), Griswold (12,1 km südwestlich) und Oakland (27,9 km westlich).
Die nächstgelegenen größeren Städte sind die Twin Cities in Minnesota (Minneapolis und Saint Paul) (536 km nordnordöstlich), Rochester in Minnesota (482 km nordöstlich), Iowas Hauptstadt Des Moines (145 km ostnordöstlich), Cedar Rapids (330 km in der gleichen Richtung), Kansas City in Missouri (283 km südlich), Council Bluffs (70,9 km westlich), Nebraskas größte Stadt Omaha (86,2 km in der gleichen Richtung), Sioux City (220 km nordwestlich) und South Dakotas größte Stadt Sioux Falls (357 km in der gleichen Richtung).

## Verkehr
Der aus nordöstlicher Richtung kommende U.S. Highway 6 führt wenige hundert Meter nördlich an der Stadt vorbei und überquert über eine Brücke den East Nishnabotna River in westlicher Richtung. Vom Westrand der Stadt führt eine weitere Brücke über den Fluss. Alle weiteren Straßen sind untergeordnete Landstraßen, teils unbefestigte Fahrwege sowie innerörtliche Verbindungsstraßen.
Mit dem Atlantic Municipal Airport befindet sich 14 km nordöstlich ein kleiner Flugplatz. Der nächste Verkehrsflughafen ist das Eppley Airfield in Omaha (88 km westlich).

## Bevölkerung
Nach der Volkszählung im Jahr 2010 lebten in Lewis 433 Menschen in 183 Haushalten. Die Bevölkerungsdichte betrug 335,7 Einwohner pro Quadratkilometer. In den 183 Haushalten lebten statistisch je 2,37 Personen.
Ethnisch betrachtet setzte sich die Bevölkerung zusammen aus 96,8 Prozent Weißen, 1,2 Prozent amerikanischen Ureinwohnern sowie 0,2 Prozent (eine Person) aus anderen ethnischen Gruppen; 1,6 Prozent stammten von zwei oder mehr Ethnien ab. Unabhängig von der ethnischen Zugehörigkeit waren 1,4 Prozent der Bevölkerung spanischer oder lateinamerikanischer Abstammung.
23,1 Prozent der Bevölkerung waren unter 18 Jahre alt, 61,7 Prozent waren zwischen 18 und 64 und 15,2 Prozent waren 65 Jahre oder älter. 49,7 Prozent der Bevölkerung waren weiblich.
Das mittlere jährliche Einkommen eines Haushalts lag bei 37.292 USD. Das Pro-Kopf-Einkommen betrug 19.295 USD. 23,2 Prozent der Einwohner lebten unterhalb der Armutsgrenze.